# Islam Feruz
Islam Feruz (* 10. září 1995, Kismaayo) je somálsko-skotský profesionální fotbalový útočník, který momentálně působí v belgickém klubu Royal Mouscron-Péruwelz, kde hostuje z Chelsea FC.

## Klubová kariéra

### Celtic
V deseti letech se připojil k akademii Celtiku. Když mu bylo dvanáct, hrozila jemu a jeho rodině možnost deportace zpět do své rodné země. Trenér akademie, Tommy Burns, zařídil aby mohli zůstat ve Skotsku a dostali britský pas.

### Chelsea
V září 2011, poté co v Celtiku odmítl podepsat smlouvu odešel do Chelsea.

### OFI Kréta (hostování)
1. září 2014 odešel na hostování do řeckého klubu OFI Kréta. Debutoval 13. září v zápase proti Olympiakos Piraeus, když v 62. minutě vystřídal Mayrona George (prohra 0:3).

### Blackpool (hostování)
16. ledna 2015 se připojil k anglickému Blackpoolu. Debutoval 17. ledna proti Wolverhamptonu (8 minut, prohra 0:2).

### Hibernian (hostování)
Další sezónu zahájil hostováním ve skotském Hibernian. Debutoval o sedm dní později, v zápase proti Alloa Athletic (18 minut, výhra 3:0) Za půl roku odehrál pouhých šest zápasů, do kterých nastupoval jako náhradník a tak bylo jeho hostování zrušeno a 14. ledna 2016 se vrátil zpět do Chelsea.

### Royal Mouscron-Péruwelz (hostování)
V srpnu 2016 odešel na roční hostování do belgického klubu Royal Mouscron-Péruwelz.

## Reprezentační kariéra
Za skotský tým do 17 let hrál už ve svých čtrnácti letech. V dubnu 2012 byl v šestnácti letech povolán do skotské fotbalové reprezentace do 21 let. Debutoval proti Itálii a stal se nejmladším hráče, který nastoupil za skotský výběr do 21 let. Bylo mu 16 let a 197 dní.